# گیبسونیا (فلوریدا)
گیبسونیا (به انگلیسی: Gibsonia) یک منطقهٔ مسکونی در ایالات متحده آمریکا است که در شهرستان پولک، فلوریدا واقع شده‌است. گیبسونیا ۸٫۴ کیلومتر مربع مساحت و ۴٬۵۰۷ نفر جمعیت دارد و ۵۲ متر بالاتر از سطح دریا قرار دارد.